# Ayah Bdeir
Ayah Bdeir (àrab: آية بدير, Āya Bdayr) (Mont-real, Canadà, 26 de novembre de 1982) és una artista interactiva, empresària i enginyera canadenca. Es va criar al Líban i al Canadà. Fa servir mitjans experimentals i tecnologia per estudiar representacions deliberades i inconscients de la identitat àrab. És creadora de littleBits, un kit de codi obert de circuits preencadellats per mitjà de petits imants.

## Biografia
Ayah Bdeir nasqué el 26 de novembre de 1982 a la ciutat canadenca de Mont-real al si d'una família libanesa benestant. Tot i així, es va criar a Beirut. El seu pare, Saadi Bdeir, era un empresari i la seva mare, Randa Bdeir, una banquera. Tots dos inspiraren molt la seva filla incitant-les ella i les seves germanes a estimar les matemàtiques, les ciències i a dissenyar. Quan tenia 12 anys li regalaren jocs d'aprenentatge de química i també classes de programació amb un Commodore 64. Alhora li ensenyaren la perseverància per a seguir les seves passions. Així la jove Bdeir desmuntava les coses i trencava els mecanismes per tal de veure què hi havia a dins. Tot dos genitors no creien en les diferències de gènere, i defensaven que les seves noies fossin científiques i enginyeres i les van empenyar a fer una gran carrera; de fet la mateixa mare de Bdeir va anar la universitat per a obtenir un títol al mateix temps que les seves filles anaven a l'escola.)

### Educació i trajectòria professional
Va rebre el seu mestratge al MIT Mitjana Lab i els títols en Enginyeria Informàtica i Sociologia a la Universitat Nord-americana de Beirut. El 2008, va ser guardonada amb una beca a Eyebeam Art + Technology Center a Nova York i en segueix sent membre honorari.
El 2010, va rebre una beca de Creative Commons, per liderar la primera generació de maquinari obert que va ser adoptada per CERN per a la seva llicència de maquinari obert i va ser cofundadora del Open Hardware Summits. Ha impartit classes de postgrau al Programa de Telecomunicacions Interactives de la Universitat de Nova York (ITP) i Parsons The New School for Design.

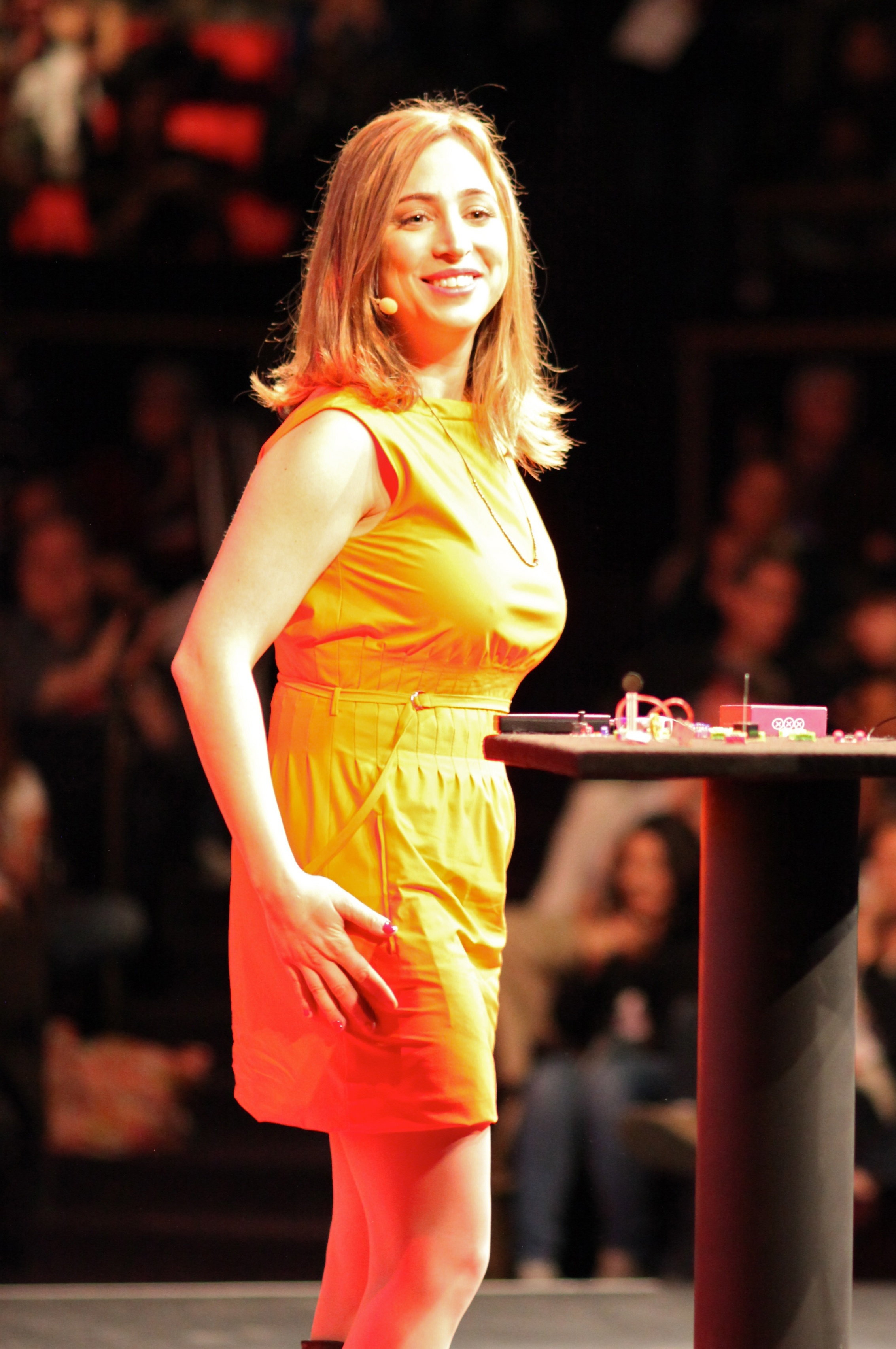
Ayah Bdeir a la xerrada TED presentant littleBits el 2012

El 2010, va exercir com a mentora de disseny en el xou d'impacte Stars of Science creat per la Fundació Qatar, va ser el primer programa de la TV Panàrab, dedicat a la innovació, amb l'objectiu de treure a la llum la propera generació de la joventut àrab innovadora.
En 2011, va rebre la prestigiosa beca TED, la qual incloïa una invitació per donar una xerrada en el TED a Long Beach el 2012, anomenada "Building Blocks That Blink, Beep and Teach".

## littleBits
És un kit de codi obert de components electrònics encadellats en circuits petits, que fa prototips amb electrònica sofisticada a l'unir petits imants. Els circuits estan predissenyats, per la qual cosa els usuaris poden jugar amb l'electrònica sense saber electrònica. Es pretén traslladar l'electrònica a l'última etapa del procés de disseny, i apartar-los dels experts cap als fabricants i dissenyadors.
| «                          | Cal entendre l'electrònica que regula les nostres vides modernes i deixar que les persones es converteixin en creadores. | » |
| — Ayah Bdeir, Bangkok Post | |   |

A l'abril de 2009, littleBits es va exhibir a la MakerFaire Bay Area, on va guanyar més de 20 premis. El 2011, el Museu d'Art Modern va afegir littleBits a la seva col·lecció de disseny.

## Maker Movement and Internet of Things
És considerada com a líder en el moviment Maker Movement and Internet of Things, i va ser anomenada com una de les vint-i-cinc 'Makers Who are Reinventing the American Dream'. Ha participat en nombroses conferències on defensa la importància de la democratització de la tecnologia i de l'Internet de les coses.

## Open Hardware Movement

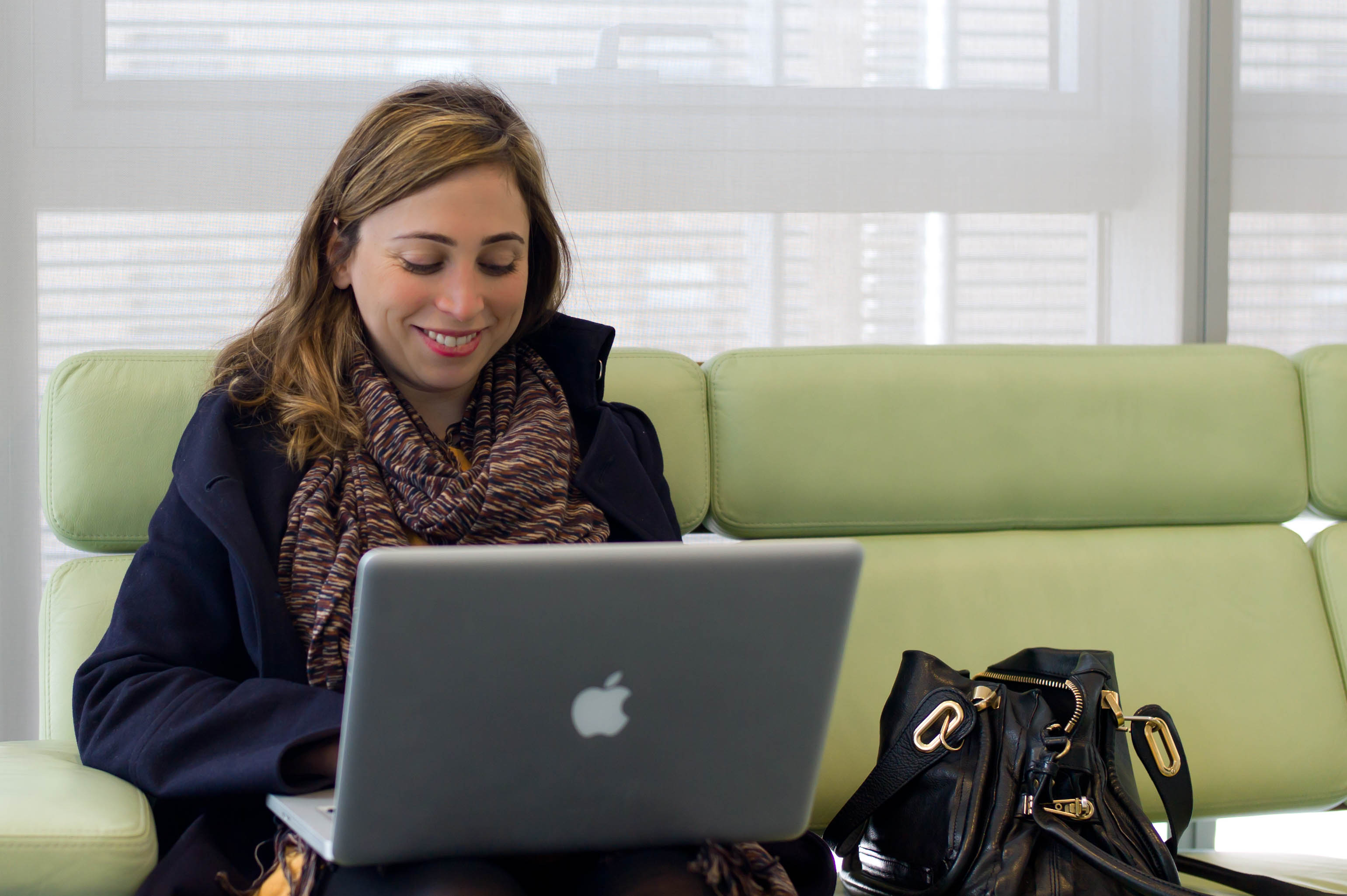
Ayah Bdeir

És la promotora del Open Hardware Movement, una iniciativa destinada a garantir que el coneixement tecnològic sigui accessible a tothom, i cofundadora de l'Open Hardware Summit, una conferència anual organitzada per l'Open Source Hardware Association. El 2010. Va obtenir una beca amb Creative Commons pel seu treball en la definició d'Open Hardware i per copresidir les Cimeres de Hardware Obert de 2010 i 2011.
Va liderar l'Open Hardware Definition que va ser adoptada pel CERN per a la seva llicència Open Hardware. Va dirigir la campanya pública del logotip d'Open Hardware, que va ser adoptat en milions de taulers de circuits a tot el món. Ha publicat documents acadèmics i va encunyar el terme "Electrònica com a material", amb la idea de pensar l'electrònica com a material que es pot combinar amb d'altres tradicionals.

## Al Poptech 2014: Rebellion

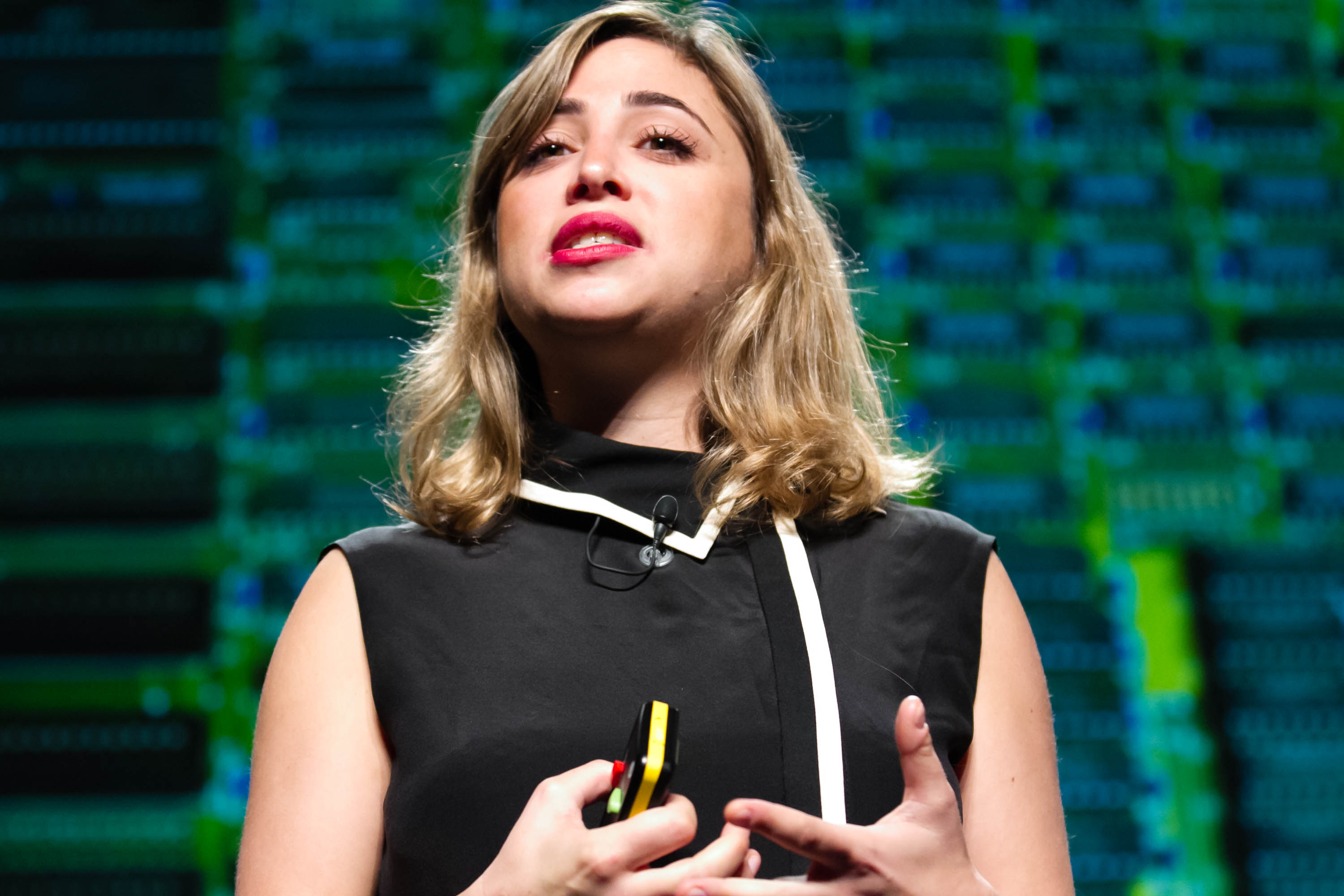
Ayah Bdeir al Poptech Rebellion el 2014

Ayah Bdeir va participar en l'edició del 2014 de la xarxa Poptech de pensadors i creadors que se celebra anualment a Camden, a l'estat de Maine. Durant la seva intervenció, que tingué lloc el 24 d'octubre del 2014, Bdeir va incitar a una "rebel·lió contra la peresa mental que fa que deixem el control de les nostres vides a tecnologies dubtoses i mal provades que només miren de fer que la nostra vida diària sigui més fàcil"

## Principals obres artístiques
Com a artista interactiva, Bdeir utilitza mitjans i tecnologia experimentals per mostrar representacions de la identitat àrab.
- Ejet Ejet: Electricitat Elusiva és una instal·lació interactiva de neó que encarna el personatge immaterial de l'electricitat al món àrab. La peça brilla per mitjà de llum de neó brillant intrigant els transeünts, cada vegada que un s'acosta, la llum parpelleja, produeix brunzits, finalment s'apaga i l'habitació queda en una completa foscor.
- Teta Haniya's Secrets: Una línia de roba interior electrònica inspirada en la tradició siriana de les joguines electròniques, integrada a les calces, i van ser venudes en els socs.
- Les Annees Lumiere: Punt de vista d'un ocell durant els tres anys de violència i conflictes en el Líban, recordat i reproduït cada 45 minuts.
- Arabiia: Una caricatura dels estereotips dels mitjans de comunicació en general associats amb les dones àrabs. El burka convertible està equipat amb dos servomotors i un commutador. Permet al seu portador triar voluntàriament quina de les dues representacions s'ajusta al seu estat d'ànim.
- Random Search: Una peça que grava, comparteix i analitza l'experiència de les requises invasives en els aeroports.

## Fires i exposicions
- "Subtitled: Narratives From Lebanon", RCA (Royal College of Art) (Londres), 2011
- "Talk To Me", MoMA (Museum of Modern Art) (Nova York), 2011
- "Electronics as Materials", Eyebeam (Nova York), 2010
- "7 on 7", New Museum (Nova York), 2010
- "Identities in Motion", Peacock Visual Arts Gallery (Aberdeen, Escòcia), 2009
- "Impetus", Ars Electronica (Linz, Àustria), Works from the MIT Media Lab, curated by Hiroshi Ishii & Amanda Parkes, 2009
- "Open Stitch", Location One Gallery (Nova York, 2005